# 凯尔文·凯托
凯尔文·T·凯托（英語：Kelvin T. Cato，1974年8月26日—），美国NBA联盟职业篮球运动员。他在1997年的NBA选秀中第1轮第15顺位被达拉斯小牛选中。